# Мини-албум
Мини-албум или EP (скраћено од енгл. extended play) је име којим се називају музичке плоче или -ови који су предугачки да би били синглови, а прекратки да би били албуми. Албуми трају између 25 и 80 минута, синглови између 5 и 15 минута, док мини-албум траје између 15 и 25 минута. За мини-албум се понекад користи и изрази као што је макси-сингл.